# Anier García
Anier García (Santiago de Cuba, 9 de marzo de 1976) es un atleta cubano especializado en la prueba de 110 metros vallas.

## Biografía
Se destacó desde muy joven ganando los Juegos Panamericanos Juveniles de 1995. Al año siguiente participa en las Juegos Olímpicos de Atlanta y es eliminado en los cuartos de final.
En 1997, Anier irrumpe en la escena internacional al ganar los 60 m con vallas del Campeonato Mundial de Atletismo en Pista Cubierta en París. Desafortunadamente, en el Campeonato Mundial al Aire Libre de Atenas compitió con una lesión en una pierna, no obstante avanzó hasta semifinales.
En 1999 ganó los Juegos Panamericanos de Winnipeg.
Su triunfo más destacado fue el de Campeón Olímpico en Sídney 2000, venciendo fácilmente a Terrence Trammell por 0,16 segundos.
García ganó la medalla de Plata en el Campeonato Mundial al Aire Libre del 2001 y la de Bronce en el Campeonato Mundial Bajo Techo del mismo año y en el Campeonato Mundial Bajo Techo del 2003. No pudo competir en el Campeonato Mundial al Aire Libre del 2003 debido a una lesión, pero en las Olimpiadas de Atenas 2004 obtuvo la medalla de bronce.
Su entrenador siempre fue Santiago Antúnez.

## Mejor marca
110 m vallas - 13,00 s (Sídney, Australia, 25 de septiembre de 2000)

## Palmarés

### Juegos Olímpicos
- Oro (Sídney 2000) 110 m con vallas
- Bronce (Atenas 2004) 110 m con vallas

### Campeonatos Mundiales
- Plata (Sevilla 1999) 110 m con vallas

- plata (Edmonton 2001) 110 m con vallas

### Campeonatos Mundiales Bajo Techo
- Oro (París 1997) 60 m con vallas
- Plata (Lisboa 2001) 60 m con vallas
- Plata (Birmingham 2003) 60 m con vallas

| Predecesor: Allen Johnson | Campeón Olímpico de 110 m vallas Sídney 2000 | Sucesor: Liu Xiang |

- Datos: Q126581
- Multimedia: Anier García / Q126581